# 馬利加南山
馬利加南山，又名塔比拉山，是臺灣中央山脈南段的一座高山，位於花蓮縣卓溪鄉太平村與南投縣信義鄉東埔村交界，海拔3560.9公尺，為臺灣百岳之一，山頂設有森林三角點。山區植被以灌木林與草原為主，山勢北緩南陡，東、西、南三面均有斷崖，山頂為狹長的塔狀板岩露頭。北面與南面分別為濁水溪水系郡大溪支流，以及秀姑巒溪水系馬霍拉斯溪支流的發源地。
馬利加南山東方沿中央山脈主脈銜接馬利加南東峰，再轉往北方依序經過烏可冬克山、僕落西擴山、義西請馬至山等高山。西側山脊連接馬利亞文路東峰，並於該山轉往西南方連接馬利亞文路山，而後又轉往西北西方向連接馬博拉斯山，造訪「馬博拉斯橫斷」路線的登山者會沿該稜線往東南方的馬西山和喀西帕南山行進。
日治時期以前，馬利加南山是布農族郡社群哈伊拉羅社與肉重社的獵場。據鹿野忠雄記載，該山在當地的郡群布農語中存在「 Mariganan」、「 Urakaban」、「 Usumariganan」等多個名稱，本意均不詳。鹿野認為第一個名稱讀來較為順口，故在文字紀錄中均使用這個名稱，後人則以漢語音譯「馬利加南」沿用此名稱。